# Nieżywięć (gmina)
Nieżywięć – dawna gmina wiejska istniejąca w latach 1934–1954 w woj. pomorskim/bydgoskim (dzisiejsze woj. kujawsko-pomorskie). Siedzibą władz gminy był Nieżywięć.
Gmina zbiorowa Nieżywięć została utworzona 1 sierpnia 1934 roku w powiecie brodnickim w woj. pomorskim z dotychczasowych jednostkowych gmin wiejskich: Brudzawy, Dąbrówka, Frydrychowo, Grabowiec, Kawki (główna część), Kruszyny, Kruszyn-Rumunki, Nieżywięć, Tylice i Zarośle (oraz z obszarów dworskich położonych na tych terenach lecz nie wchodzących w skład gmin). 
Po wojnie gmina zachowała przynależność administracyjną. 6 lipca 1950 roku zmieniono nazwę woj. pomorskiego na bydgoskie. Według stanu z dnia 1 lipca 1952 roku gmina składała się z 8 gromad: Brudzawy, Dąbrówka, Grabowiec, Kawki, Kruszyny, Kruszyny-Rumunki, Nieżywięć i Tylice. Gmina została zniesiona 29 września 1954 roku wraz z reformą wprowadzającą gromady w miejsce gmin. Jednostki nie przywrócono 1 stycznia 1973 roku po reaktywowaniu gmin.